# Sagno
Sagno  är en ort i kommunen Breggia i kantonen Ticino, Schweiz. 
Sagno var tidigare en självständig kommun, men 25 oktober 2009 blev Sagno en del av nybildade kommunen Breggia. 